# USS Capella
La USS Capella (hull classification symbol AK-13) fu una nave da trasporto della United States Navy del tipo "Hog Islander", entrata in servizio a fine 1921; attiva durante la seconda guerra mondiale, operò principalmente al largo delle coste orientali degli Stati Uniti e nella zona dei Caraibi, fino alla sua radiazione nel novembre del 1945.

## Storia
Impostata nei cantieri American International Shipbuilding Corporation di Hog Island (la parte sud-occidentale di Filadelfia) nel 1920 come nave mercantile Comerant, l'unità venne acquisita dalla marina statunitense e varata il 20 novembre 1921 con il nome di Capella in onore dell'omonima stella; la nave entrò poi in servizio l'8 dicembre 1921 sotto il comando del capitano di corvetta della United States Navy Reserve S. W. Hickey. Arrivata a San Diego il 19 marzo 1922, operò come cargo sulla costa occidentale statunitense fino a luglio, quando tornò sulla costa orientale; di nuovo nelle acque della California in novembre, nell'ottobre del 1923 salpò per il Giappone carica di cibo e medicinali donati dalla popolazione statunitense alla città di Yokohama dopo i fatti del grande terremoto del Kantō del 1923.
La Capella riprese le sue attività di nave cargo lungo le coste occidentali fino al febbraio del 1924, quando fu trasferita alla base di Norfolk, in Virginia; il 1º settembre 1924 fu ritirata dal servizio attivo e posta nella riserva. Il 10 novembre 1938 la nave tornò in servizio e riprese le sue attività lungo la costa occidentale, spingendosi talvolta fino alle acque dell'Alaska.
Con l'approssimarsi della guerra e la costruzione di nuove basi statunitensi nei possedimenti caraibici del Regno Unito (ottenuti grazie all'"accordo basi per cacciatorpediniere" del 2 settembre 1940), la Capella fu richiamata sulla costa orientale a partire dal settembre del 1940: il cargo partecipò all'allestimento e al rifornimento delle nuove basi statunitensi, facendo la spola tra i porti affacciati sull'oceano Atlantico nell'area compresa tra la Zona del Canale di Panama fino a Terranova. Il 9 aprile 1942 la Capella fu colpita per errore da un siluro lanciato dalla motosilurante statunitense PT-59 al largo delle coste del Rhode Island, che causò otto feriti tra l'equipaggio anche se nessuno rimase ucciso.
Nel giugno del 1944 compì il suo primo di quattro viaggi transatlantici fino in Scozia, per operare poi al largo del Nordafrica e dell'Africa occidentale; rientrata nelle acque di casa nel giugno del 1945, il 30 novembre seguente fu posta in disarmo a Norfolk e nel luglio del 1946 fu trasferita alla War Shipping Administration.